# 334 Dywizja Strzelecka (ZSRR)
334 Dywizja Strzelecka (ros. 334-я стрелковая дивизия) – związek taktyczny (dywizja) Armii Czerwonej.
Dywizja sformowana w Kazaniu wobec ataku Niemiec na ZSRR. Na froncie od stycznia 1942. Brała udział w walkach na odcinku toropiecko-chołmskim, potem newelskim, przeciwko niemieckiej 87 DP, a potem 14 DP. Wyzwoliła Witebsk, zajęła Pasvalys i Bartoszyce. Wojnę zakończyła pod Königsbergiem.
W 1122 pułku strzeleckim należącym do 334 Dywizji Strzeleckiej służył Iwan Michajłowicz Sidorenko, snajper mający ponad 500 śmiertelnych trafień.